# Макс Брукс
Максмілліан Майкл «Макс» Брукс (англ. Maximillian Michael Brooks, нар. 22 травня 1972) — американський письменник та сценарист. Син комедійного режисера Мела Брукса. На відміну від свого батька, Макс більше захоплюється жахами, особливо історіями про зомбі. Брукс також знімається на телебаченні та займається озвучкою.

## Особисте життя
Брукс народився у Нью-Йорку, у сім'ї актриси Енн Бенкрофт та режисера, продюсера, письменника та актора Мела Брукса. Його батько — єврей, а мати італійка.
Він закінчив Підзерський коледж з вченим ступенем з історії. 2011 року його запросили проголосити вступну промову.
У 2003 році він одружився з Мішель Кхолос. Зараз пара виховує одну дитину.

## Кар'єра

### Книжки
З 2001 по 2003 Брукс був членом команди сценаристів американського телевізійного шоу Суботнім вечором у прямому ефірі. Брукс є автором Посібнику з виживання серед зомбі. Книги, яка детально описує виникнення та життя зомбі. Пізніше було видано графічний роман Керівництво з виживання серед зомбі: Записані атаки.
Книга Брукса Світова війна Z, в якій описано війну між людьми та зомбі, вийшла 12 вересня 2006 року. Права на фільм по книзі придбала компанія Paramount Pictures разом з виконавчою компанією Бред Пітта Plan B Entertaiment. Восени 2006 року у інтерв'ю для журналу Fangoria Брукс заявив, що не буде писати сценарій для фільму, який мав стати бойовиком, бо вважає, що не зможе впоратись з завданням. (Майкл Стражинскі написав перший варіант сценарію).
У 2013 році видавництво Cemetery Dance видає лімітований тираж Світової війни Z. Було створено нове художнє оформлення, яке мало збігатися з фільмом. Брукс написав вступ для нових колекційних видань міні серій про зомбі, Raise the Dead, від Dynamite Entertaiment у твердій обкладинці. У 2010 Брукс написав серію IDW коміксів G. I. Joe: Hearts & Minds.
У 2011, Брукс написав передмову для книги Метта Могка «Все, що ви хотіли знати про зомбі».

### Акторство та озвучення
Брукс знявся в епізодичних ролях у серіалах «Розанна», «Сьоме небо», фільмі «Бути чи не бути». Також Брукс займається озвучуванням мультфільмів. У одному з епізодів телевізійного серіалу Lost Tapes, Брукс грає самого себе, розповідаючи аудиторії про зомбі.